# ヤロスラヴリ市電
ヤロスラヴリ市電（ロシア語: Ярославский трамвай）は、ロシア連邦の都市・ヤロスラヴリ市内を走る路面電車。2021年現在はトロリーバス（ヤロスラヴリ・トロリーバス）と共に、ヤロスラヴリ市の私有財産管理委員会が全株を所有するヤルゴルエレクトロトランス（Яргорэлектротранс）によって運営されている。

## 概要
ヤロスラヴリ市電は1900年12月17日から営業運転を開始した、ロシア連邦でも長い歴史を持つ路面電車網である。計画段階では馬車鉄道としての開業が予定されていたが、その後路面電車として運行する形に改められた経緯を持つ。開通当初は建設や維持・管理を担当するベルギーの企業との合資会社によって運営され、貨物輸送も実施されていた。また開通に合わせて発電所の建設も行われ、後に都市や個人向けの電力販売も実施された。
その後は電停の増設や路線延伸が続いたが、第一次世界大戦やロシア革命の影響により、1918年に路面電車はヤロスラヴリ市の、後にソビエト連邦の管理下に置かれる事となった。また、経済の混乱が起因となったインフレにより運賃が急激に増加したため利用客は大幅に減少し、1921年には一時全列車の運行が停止する事態に追い込まれたが、翌1922年には営業運転を再開し、以降は新型電車の導入や車庫の増設など路面電車の規模の拡大が続いた。1929年における路面電車の年間利用者数は1,400万人以上を記録した。
第二次世界大戦時には多数の路面電車の従業員が徴兵され、路面電車自体も路線バスと共に前線で負傷した兵士たちを各地の軍事病院へ輸送する役割を担うようになった。そのため一部の車両は搬送用に改造され、それらの輸送が最優先された事で一般の乗客向けの列車の運行が停止する事態も多々起きた。
終戦後は路面電車の近代化が継続して実施され、1956年には工業として発展するヤロスラヴリの住宅地や工業地区を結ぶ路線が開通した。だが同時期には1949年から運行を開始したトロリーバスの拡充も行われており、1963年以降市内中心部を始めとした一部の区間がトロリーバスへ置き換えられ廃止された。一方、都市の急速な発展と共に公共交通機関の需要は増加の一途を辿り、特に郊外の住宅地から各地の工場へ向かう経路の混雑は1970年代後半に入ると深刻なものになっていた。そこで1977年にこれらの住宅地と工業地帯の間を専用軌道を用いて結ぶ路面電車規格の電化路線の建設計画が立ち上げられ、一部は道路上を走る従来の併用軌道に変更されたものの、1985年までに全線が開通した。ヤロスラヴリ市電の路線網が最大となったのが同年で、ラッシュ時のみ運行する1系統（1k号線）を含めた9系統が運行し、総延長は66.9 kmであった。これらの系統のうち、他系統と運行区間が重複していた5号線は1989年に、8号線は翌1990年に廃止されている。
ソビエト連邦の崩壊後、経済的な混乱はヤロスラヴリ市電にも深刻な影響を与えた。1993年に路面電車はトロリーバスと共にヤロスラヴリ市に所有権が移されたが、財政難から施設・車両共に満足なメンテナンスが行えず、電車は落書きが消されないまま営業運転に用いられ故障も頻発する有様であった。その結果2000年代には路線網の廃止が相次ぎ、車庫の閉鎖や車両の大量廃車も実施された。また、それまで実施されていた2両編成による運行も利用客減少の影響で2007年以降行われなくなった。その一方でトロリーバスと共に新型車両の導入も行われた他、2014年から2015年にかけて一部区間の延伸・路線変更など利便性の向上を目的とした再編も実施されている。
2020年現在もこれらの公共交通は不採算事業のままであり、一部区間では軌道状態も良好でないまま残されているが、2010年にヤロスラヴリ市から公共交通機関の運営が移管されたヤルゴルエレクトロトランスはヤロスラヴリにおける重要な交通機関として今後も路面電車の運行を続ける方針を示している。

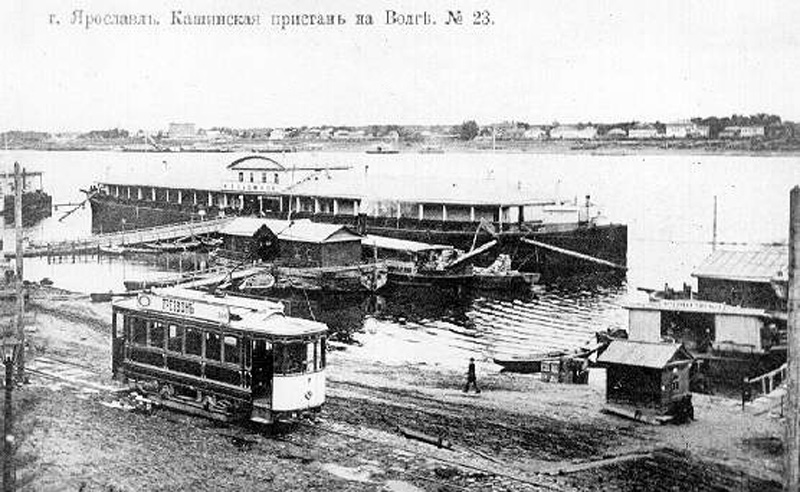
1910年代のヤロスラヴリ市電
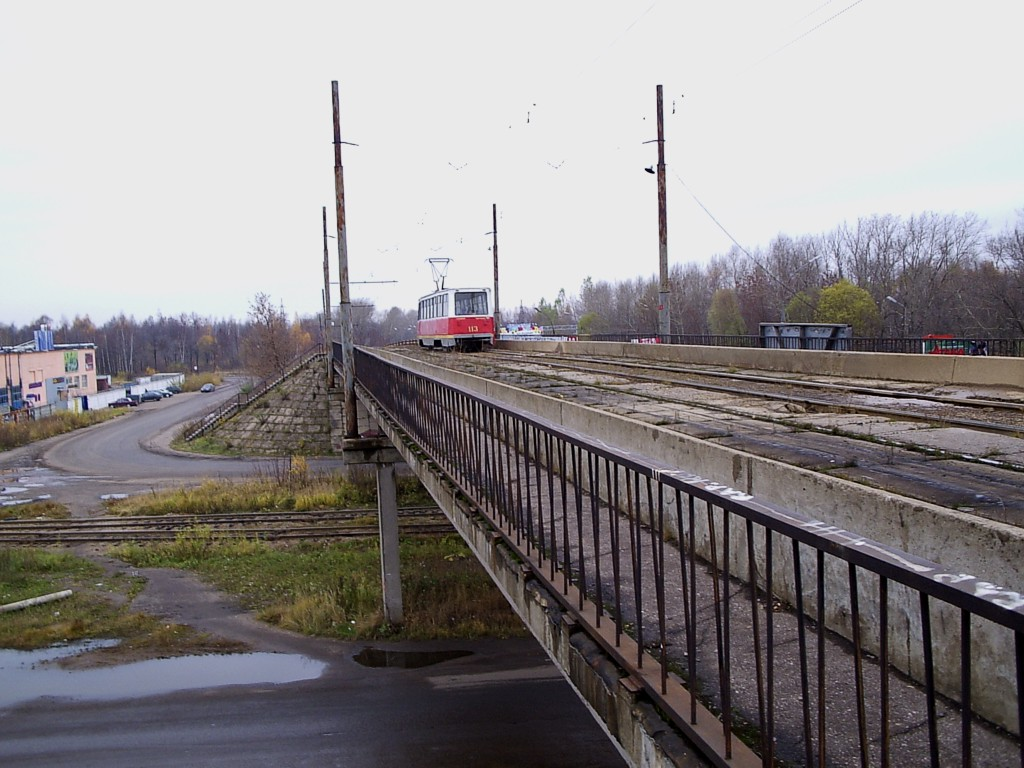
1980年代に開通した高架区間

## 運行
2020年現在、ヤロスラヴリ市電では以下の5つの系統が運行している。そのうち9号線は高速道路の一部区間の長期閉鎖を含めた交通計画により2019年9月2日から渋滞緩和を目的に設定された系統である。運賃はトロリーバスと共に28ルーブルで、月単位の定期券の発行も行っている。支払いは現金の他に非接触式ICカードのトランスポート・カード（Транспортная карта）の使用も可能である。
| 系統番号 | 起点             | 終点         | 備考・参考  |
| -------- | ---------------- | ------------ | ----------- |
| 1        | ул.Чкалова       | ул.Свердлова | [ 1 ] [ 7 ] |
| 5        | Больница №9      | ул.Чкалова   | [ 1 ] [ 7 ] |
| 6        | ул.Блюхера       | ул.Чкалова   | [ 1 ] [ 7 ] |
| 7        | ул.Волгоградская | ул.Свердлова | [ 1 ] [ 7 ] |
| 9        | ул.Свердлова     | ул.Блюхера   | [ 1 ]       |

## 車両

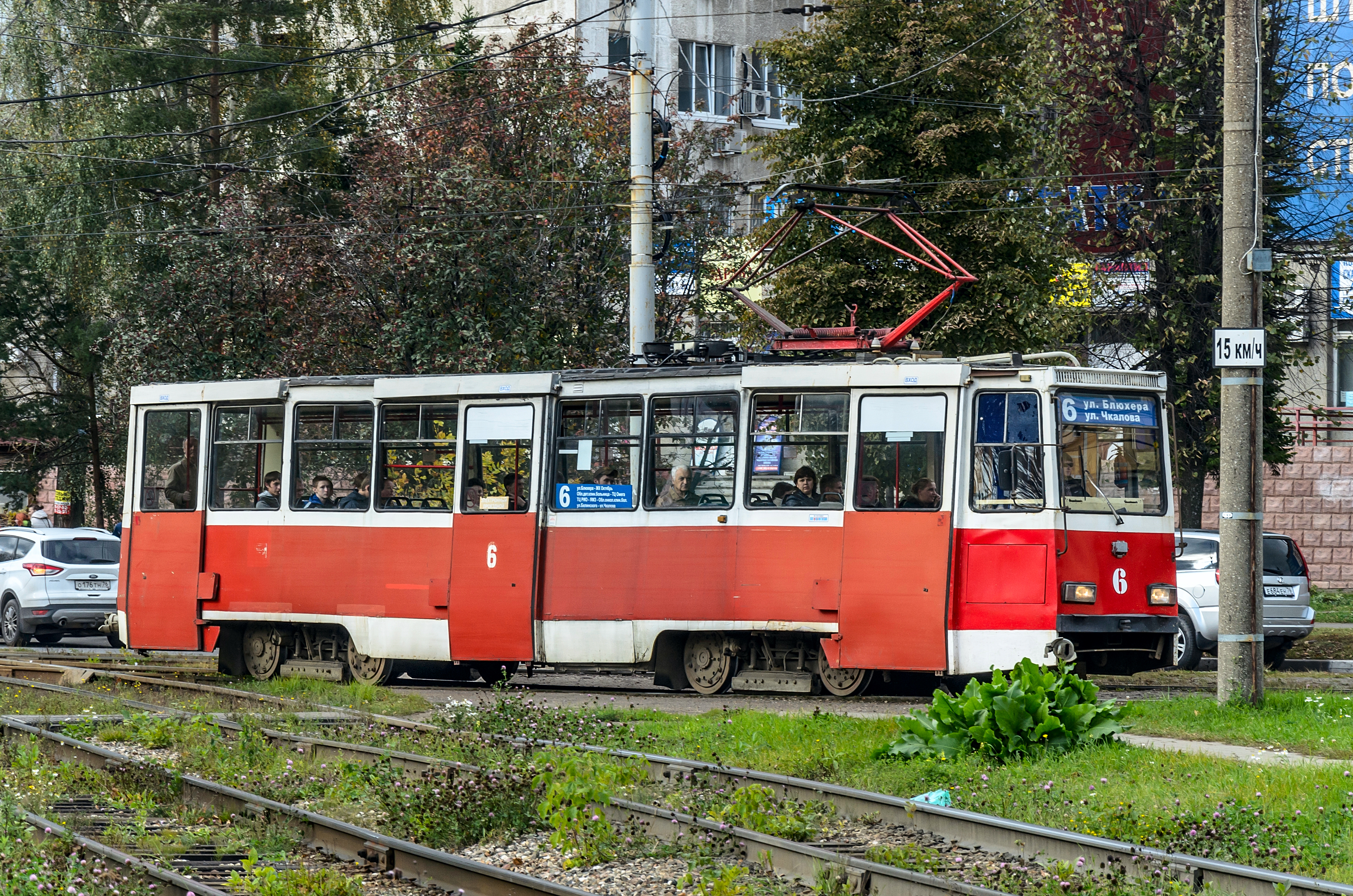
71-605
（2015年撮影）

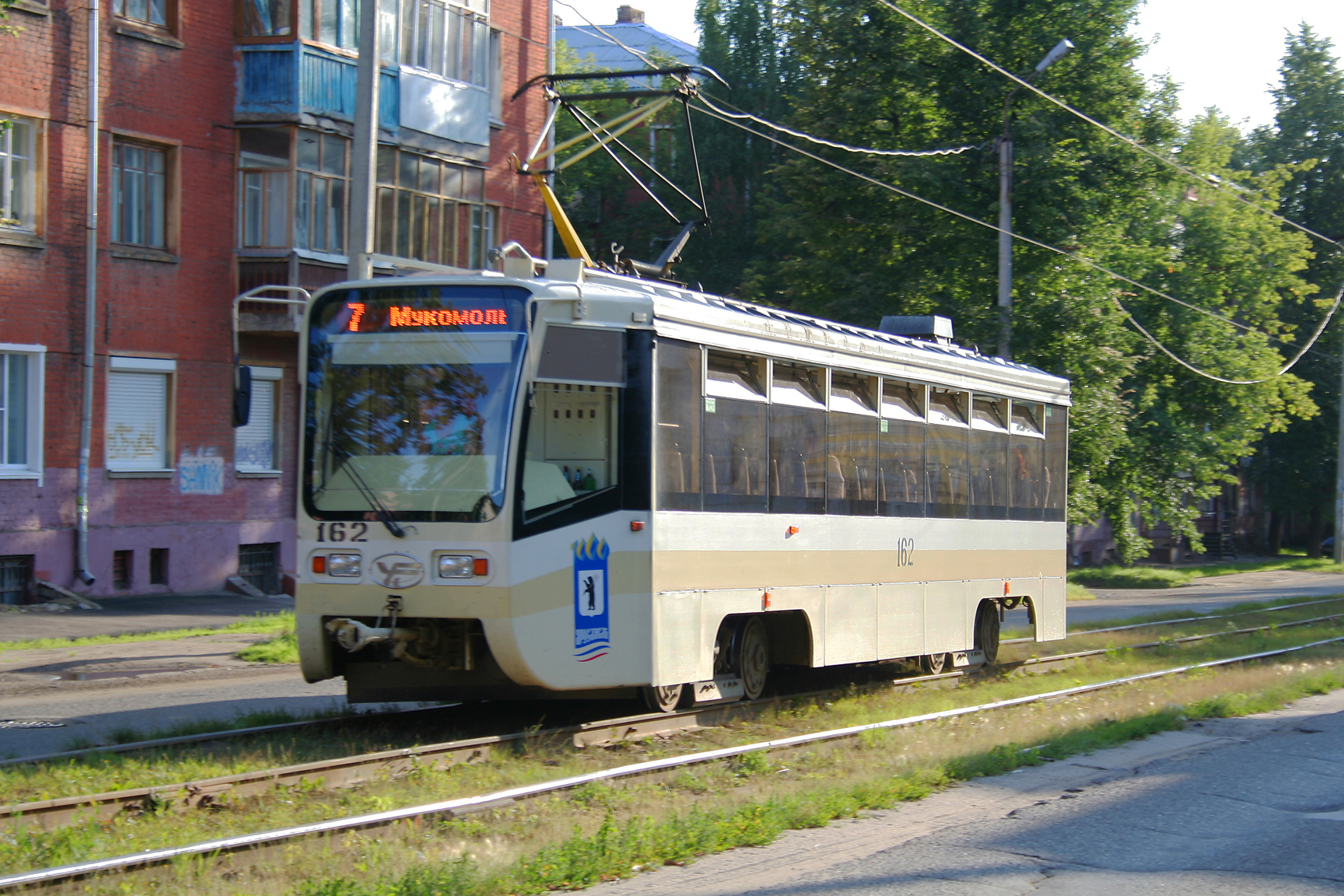
71-619K
（2009年撮影）

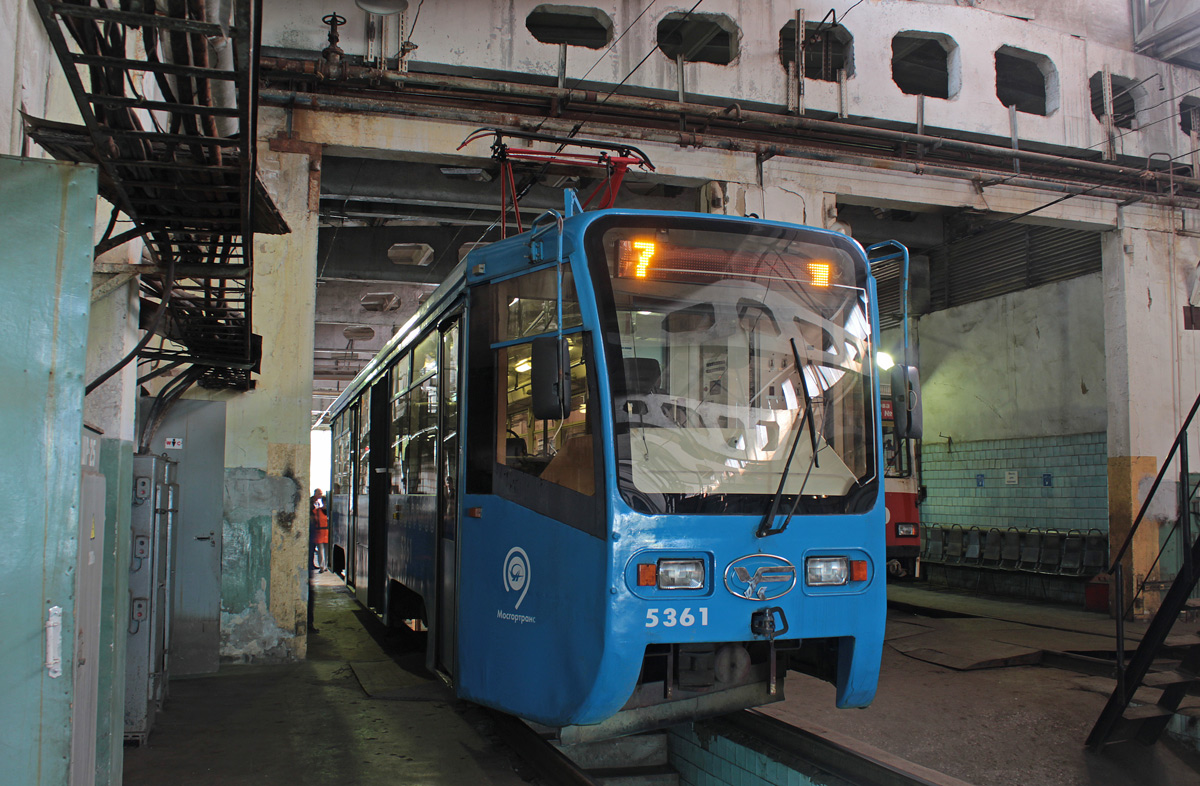
71-619KT
モスクワ市電からの譲渡車両
（2018年撮影）

2023年現在、ヤロスラヴリ市電で運行している電車の形式は以下の通り。これらに加えて2014年には老朽化した車両を置き換えるためドイツ（旧：東ドイツ）で使用されていたタトラKT4D（1993年 - 1997年に更新工事を実施）の譲受が検討されたが実現する事はなかった。また、2023年からは超低床電車の71-911EM "ライオネット"を47両導入する事も検討され、実際に同年に1両が導入されたが、製造メーカーのPC輸送システムズの車両生産計画の都合から量産は見送られ、既に製造された1両についてもPC輸送システムズへの返却が予定されている。
- 71-605 - 14,000両を超える大量生産が実施されたソビエト連邦時代の路面電車車両。ヤロスラヴリ市電には1984年から1991年にかけて導入されたが、多くの車両は老朽化が課題となっている[6][10][14]。
- 71-619 - 2000年代から2010年代にかけて製造された路面電車車両で、ヤロスラヴリ市電には2006年から2007年にかけて導入された他、2018年以降はモスクワ市電からの譲渡車も使用されている。電気機器や制動装置が異なる71-619K（71-619К）と71-619KT（71-619КТ）の2種類が運用に就く[15][16]。
- 71-628 - 量産が断念された"ライオネット"に代わり、ウスチ＝カタフスキー車両製造工場による生産が予定されている新型車両。2023年12月から納入が始まっており、2025年にかけて合計47両が導入される予定になっている[17][18]。

| ヤロスラヴリ市電 現有車両 主要諸元 | ヤロスラヴリ市電 現有車両 主要諸元           | ヤロスラヴリ市電 現有車両 主要諸元           | ヤロスラヴリ市電 現有車両 主要諸元           |
| ---------------------------------- | -------------------------------------------- | -------------------------------------------- | -------------------------------------------- |
| 形式                               | 71-605                                       | 71-619K                                      | 71-619KT                                     |
| 製造企業                           | ウスチ＝カタフスキー車両製造工場             | ウスチ＝カタフスキー車両製造工場             | ウスチ＝カタフスキー車両製造工場             |
| 電圧                               | 直流550V                                     | 直流550V                                     | 直流550V                                     |
| 最大定員                           | 211人                                        | 184人                                        | 184人                                        |
| 重量                               | 18.65t                                       | 20.00t                                       | 20.00t                                       |
| 全長 (連結器除)                    | 15,094mm                                     | 15,330mm                                     | 15,330mm                                     |
| 全幅                               | 2,668mm                                      | 2,500mm                                      | 2,500mm                                      |
| 全高                               | 3,128mm                                      | 3,850mm                                      | 3,850mm                                      |
| 車輪径                             | 710mm                                        | 710mm                                        | 710mm                                        |
| 固定軸距                           | 1,940mm                                      | 1,940mm                                      | 1,940mm                                      |
| 台車間距離                         | 7,500mm                                      | 7,350mm                                      | 7,350mm                                      |
| 主電動機                           | DK-259G3                                     | KP-251                                       | KP-251                                       |
| 主電動機出力                       | 45kw                                         | 50kw                                         | 50kw                                         |
| 出力                               | 180kw                                        | 200kw                                        | 200kw                                        |
| 制御方式                           | 抵抗制御                                     | 抵抗制御                                     | 抵抗制御                                     |
| 制動装置                           | 発電ブレーキ ドラムブレーキ 電磁吸着ブレーキ | 発電ブレーキ ドラムブレーキ 電磁吸着ブレーキ | 発電ブレーキ ドラムブレーキ 電磁吸着ブレーキ |
| 脚注                               | 1. 2.                                        | 1. 2.                                        | 1. 2.                                        |